# Пињано (Анкона)
Пињано (итал. Pignano) насеље је у Италији у округу Анкона, региону Марке.
Према процени из 2011. у насељу је живело 30 становника. Насеље се налази на надморској висини од 395 м.